# Луций Ампелий
Лу́ций Ампе́лий (лат. Lucius Ampelius) — латинский писатель литературной школы поздней Римской империи, автор Liber memorialis (с лат. — «памятная книжица») - произведения, посвященного некоему Макрину и содержащего в пятидесяти главах компилятивное собрание заметок по астрономии, географии и истории.

## Биография
Ампелий известен только как автор учёной работы «Liber memorialis» и более о нём практически ничего не известно. Даже эпоха, когда он жил остаётся неопределённой. Предположения варьируются от правления Траяна до времён Константина I Великого.
Одно время считали, что книга посвящена римскому императору Макрину, правившему в 217—218 гг., и поэтому обыкновенно приписывали эту книгу его времени, другие же, однако, основываясь на том, что у Сидония Аполлинария упоминается о каком-то писателе Ампелии, считали её произведением IV или V века; однако позднее стали склоняться к тому, что сочинение это написано уже при Антонине Пие.
Первое издание этой книги осуществил в Париже в 1638 году Клавдий Сальмазий, затем книга неоднократно переиздавалась.

## Тексты и переводы
- Латинский текст
- Луций Ампелий. Памятная книжица. / Пер. и комм. А. И. Немировского. // ВДИ. 1989. № 1.
  - 2-е изд. в кн.: Малые римские историки. М., 1996.
  - 3-е изд., испр. и доп. (Серия «Античная библиотека». Раздел «Античная история»). СПб: Алетейя, 2002. 248 стр.
- В серии «Collection Budé»: L. Ampelius. Aide-mémoire (Liber memorialis). Texte établi et traduit par M.-P. Arnaud-Lindet. 2e tirage 2003. XXXI, 182 p.